# ESports World Convention/Ergebnisliste
Diese Seite listet die Ergebnisse aller Turniere der eSports World Convention und dessen Vorgänger Electronic Sports World Cup auf. Dabei handelt es sich um eine internationale E-Sport-Turnierserie, bei der seit 2003 rund 2 Millionen Dollar Preisgeld in verschiedenen Disziplinen ausgespielt wurden.
In der Regel findet die Veranstaltung jährlich in Frankreich statt. Allerdings gab es zwischen 2008 und 2009 insgesamt drei Turniere außerhalb Frankreichs.

## Übersicht
Anmerkungen:
- Bei Spielen, die im Einzel ausgetragen werden, sind die Spieler mit ihren Nicknamen und ohne Clantag aufgeführt.
- Die Flaggen beziehen sich bei Einzelspielern auf das Herkunftsland der Spieler; bei Teams auf das Herkunftsland des Großteils der Spieler (und nicht etwa auf den Hauptsitz der Organisation).

|                           | 2003       | 2004       | 2005        | 2006        | 2007       | 2008               | 2008         | 2009      | 2010       | 2011       | 2012       | 2013       | 2014       | 2015       | 2015   | 2015       | 2016       |
|                           | Frankreich | Frankreich | Frankreich  | Frankreich  | Frankreich | Vereinigte Staaten | Griechenland | Korea Sud | Frankreich | Frankreich | Frankreich | Frankreich | Frankreich | Frankreich | Kanada | Frankreich | Frankreich |
| ------------------------- | ---------- | ---------- | ----------- | ----------- | ---------- | ------------------ | ------------ | --------- | ---------- | ---------- | ---------- | ---------- | ---------- | ---------- | ------ | ---------- | ---------- |
| Call of Duty              |            |            |             |             |            |                    |              |           |            |            |            |            |            |            |        |            |            |
| Clash Royale              |            |            |             |             |            |                    |              |           |            |            |            |            |            |            |        |            |            |
| Counter-Strike            |            |            |             |             |            |                    |              |           |            |            |            |            |            |            |        |            |            |
| Counter-Strike (Damen)    |            |            |             |             |            |                    |              |           |            |            |            |            |            |            |        |            |            |
| Dota                      |            |            |             |             |            |                    |              |           |            |            |            |            |            |            |        |            |            |
| FIFA                      |            |            |             |             |            |                    |              |           |            |            |            |            |            |            |        |            |            |
| Gran Turismo              |            |            |             |             |            |                    |              |           |            |            |            |            |            |            |        |            |            |
| Guitar Hero               |            |            |             |             |            |                    |              |           |            |            |            |            |            |            |        |            |            |
| League of Legends (Damen) |            |            |             |             |            |                    |              |           |            |            |            |            |            |            |        |            |            |
| Need for Speed            |            |            |             |             |            |                    |              |           |            |            |            |            |            |            |        |            |            |
| Painkiller                |            |            |             |             |            |                    |              |           |            |            |            |            |            |            |        |            |            |
| Pro Evolution Soccer      |            |            |             |             |            |                    |              |           |            |            |            |            |            |            |        |            |            |
| Quake                     |            |            |             |             |            |                    |              |           |            |            |            |            |            |            |        |            |            |
| ShootMania                |            |            |             |             |            |                    |              |           |            |            |            |            |            |            |        |            |            |
| StarCraft                 |            |            |             |             |            |                    |              |           |            |            |            |            |            |            |        |            |            |
| Street Fighter            |            |            |             |             |            |                    |              |           |            |            |            |            |            |            |        |            |            |
| Tekken                    |            |            |             |             |            |                    |              |           |            |            |            |            |            |            |        |            |            |
| TrackMania                |            |            |             |             |            |                    |              |           |            |            |            |            |            |            |        |            |            |
| Unreal Tournament         |            |            |             |             |            |                    |              |           |            |            |            |            |            |            |        |            |            |
| Warcraft                  |            |            |             |             |            |                    |              |           |            |            |            |            |            |            |        |            |            |
| Quellen                   | [ 1 ]      | [ 1 ]      | [ 1 ] [ 2 ] | [ 1 ] [ 3 ] | [ 4 ]      | [ 5 ]              | [ 6 ]        | [ 7 ]     | [ 8 ]      | [ 9 ]      | [ 10 ]     | [ 11 ]     | [ 12 ]     | [ 13 ]     | [ 14 ] | [ 15 ]     | [ 16 ]     |

## Ergebnisse nach Disziplin

### Call of Duty
Ego-Shooter, 4er-Teams
| Jahr, Austragungsort           | Preisgeld                 | Platz 1                   | Platz 2                   | Platz 3                       |                           |
| Call of Duty: Black Ops 2      | Call of Duty: Black Ops 2 | Call of Duty: Black Ops 2 | Call of Duty: Black Ops 2 | Call of Duty: Black Ops 2     | Call of Duty: Black Ops 2 |
| ------------------------------ | ------------------------- | ------------------------- | ------------------------- | ----------------------------- | ------------------------- |
| 2013, Paris                    | 020.000 $                 | compLexity                | Millenium                 | Epsilon                       |                           |
| Call of Duty: Ghosts           |                           |                           |                           |                               |                           |
| 2014, Paris                    | 025.000 $                 | Evil Geniuses             | TCM-Gaming                | Ascentia                      |                           |
| Call of Duty: Advanced Warfare |                           |                           |                           |                               |                           |
| 2015, Paris                    | 050.000 $                 | OpTic Gaming              | Denial eSports            | Team Revenge / Vitality.Storm |                           |

### Clash Royale
MMO-Strategiespiel, Einzel
| Jahr, Austragungsort | Preisgeld | Platz 1 | Platz 2         | Platz 3   |
| -------------------- | --------- | ------- | --------------- | --------- |
| 2016, Paris          | 010.000 $ | Ming    | Surgical Goblin | B village |

### Counter-Strike
Ego-Shooter, 5er-Teams
| Jahr, Austragungsort | Preisgeld | Platz 1           | Platz 2        | Platz 3                          | Spiel-Version        |
| -------------------- | --------- | ----------------- | -------------- | -------------------------------- | -------------------- |
| 2003, Paris          | 100.000 $ | team9             | Team zEx       | SK Gaming                        | Counter-Strike       |
| 2004, Paris          | 100.000 $ | The Titans        | spiXel         | Virtus.pro                       | Counter-Strike       |
| 2005, Paris          | 120.000 $ | compLexity        | SK Gaming      | mousesports                      | Counter-Strike       |
| 2006, Paris          | 160.000 $ | Made in Brazil    | fnatic         | Alternate aTTaX                  | Counter-Strike       |
| 2007, Paris          | 076.000 $ | PGS Gaming        | Team NoA       | fnatic                           | Counter-Strike       |
| 2008, San José       | 079.000 $ | MeetYourMakers    | eSTRO          | fnatic                           | Counter-Strike       |
| 2009, Cheonan        | 030.000 $ | fnatic            | SK Gaming      | mousesports                      | Counter-Strike       |
| 2010, Paris          | 073.500 $ | Natus Vincere     | SK Gaming      | mTw                              | Counter-Strike       |
| 2011, Paris          | 033.000 $ | SK Gaming         | Natus Vincere  | mousesports                      | Counter-Strike       |
| 2011, Paris          | 022.000 $ | Team VeryGames    | CKRAS Gaming   | CheckSix Gaming                  | CS: Source           |
| 2012, Paris          | 020.000 $ | Ninjas in Pyjamas | Team VeryGames | Area 51                          | CS: Global Offensive |
| 2013, Paris          | 025.000 $ | Clan-Mystik       | Team VeryGames | Astana Dragons                   | CS: Global Offensive |
| 2014, Paris          | 050.000 $ | Fnatic            | Team LDLC      | Virtus.pro                       | CS: Global Offensive |
| 2015, Montreal       | 075.000 $ | Natus Vincere     | Cloud 9        | Flipsid3 Tactics / Team EnVyUs   | CS: Global Offensive |
| 2015, Paris          | 015.000 $ | LDLC Blue         | LDLC White     | WE GOT GAME                      | CS: Global Offensive |
| 2016, Paris          | 075.000 $ | Alternate Attax   | Team LDLC      | Platinium eSport/ Space Soldiers | CS: Global Offensive |

### Counter-Strike (Damen)
Ego-Shooter, 5er-Teams
| Jahr, Austragungsort | Preisgeld | Platz 1                  | Platz 2                | Platz 3                          | Spiel-Version        |
| -------------------- | --------- | ------------------------ | ---------------------- | -------------------------------- | -------------------- |
| 2003, Paris          | 06.000 $  | SK Gaming                | Femina Beliica         | Denmark Girls                    | Counter-Strike       |
| 2004, Paris          | 018.000 $ | Team all4one             | Ladies.AMD             | eibo                             | Counter-Strike       |
| 2005, Paris          | 021.000 $ | Girls Got Game           | Ladies.AMD             | x6tence                          | Counter-Strike       |
| 2006, Paris          | 040.000 $ | Beat of the Best         | Seules                 | Hacker Victory                   | Counter-Strike       |
| 2007, Paris          | 028.500 $ | SK Gaming                | E-HONOR                | Beat off The Best                | Counter-Strike       |
| 2008, San José       | 026.000 $ | SK Gaming                | emuLate                | E-HONOR                          | Counter-Strike       |
| 2010, Paris          | 024.500 $ | SK Gaming                | Fnatic                 | Millenium                        | Counter-Strike       |
| 2011, Paris          | 025.000 $ | Ubinited                 | Millenium              | Moscow Five                      | Counter-Strike       |
| 2012, Paris          | 010.000 $ | Ubinited                 | Team Alternate         | Reason Gaming                    | CS: Global Offensive |
| 2013, Paris          | 010.000 $ | Druidz                   | Team Alternate         | Mistral                          | CS: Global Offensive |
| 2014, Paris          | 010.000 $ | 3DMAX                    | Karma                  | Bad Monkey                       | CS: Global Offensive |
| 2015, Montreal       | 015.000 $ | Counter Logic Gaming Red | Games4u                | Team Acer / Team Karma           | CS: Global Offensive |
| 2016, Paris          | 015.000 $ | Team Secret              | Selfless Gaming Female | Reason Gaming / Team LDLC Female | CS: Global Offensive |

### Dota
MOBA/ARTS, 5er-Teams
| Jahr, Austragungsort | Preisgeld          | Platz 1            | Platz 2            | Platz 3            |                    |
| WarCraft III: DotA   | WarCraft III: DotA | WarCraft III: DotA | WarCraft III: DotA | WarCraft III: DotA | WarCraft III: DotA |
| -------------------- | ------------------ | ------------------ | ------------------ | ------------------ | ------------------ |
| 2008, Paris          | 026.000 $          | Zenith             | Kingsurf           | MeetYourMakers     |                    |
| 2010, Paris          | 024.500 $          | EHOME              | DTS                | MeetYourMakers     |                    |
| Dota 2               |                    |                    |                    |                    |                    |
| 2011, Paris          | 022.000 $          | Natus Vincere      | EHOME              | GamersLeague       |                    |
| 2012, Paris          | 025.000 $          | Natus Vincere      | Team Dignitas      | Shiba Gaming       |                    |
| 2013, Paris          | 025.000 $          | Team Empire        | Evil Geniuses      | Sigma.int          |                    |

### FIFA
Fußballsimulation, Einzel
| Jahr, Austragungsort | Preisgeld | Platz 1   | Platz 2      | Platz 3     | Spiel-Version |
| -------------------- | --------- | --------- | ------------ | ----------- | ------------- |
| 2010, Paris          | 014.000 $ | Astank    | Pires        | Andrei      | FIFA 10       |
| 2011, Paris          | 017.000 $ | mX_Aquino | Ralfitita    | Quinzas     | FIFA 11       |
| 2012, Paris          | 010.000 $ | Spank     | Ovvy         | Juliianooo  | FIFA 13       |
| 2013, Paris          | 08.000 $  | Vinch     | Ufenok77     | BorasLegend | FIFA 14       |
| 2014, Paris          | 08.000 $  | AdmanT    | Sean         | neyo67      | FIFA 15       |
| 2015, Paris          | 015.000 $ | Agge      | Huge Gorilla | Dr. Erhano  | FIFA 16       |
| 2016, Paris          | 015.000 $ | Daxe      | TimoX        | Gooku94     | FIFA 17       |

### Gran Turismo
Rennspiel, Einzel
| Jahr, Austragungsort | Preisgeld      | Platz 1        | Platz 2        | Platz 3        |                |
| Gran Turismo 4       | Gran Turismo 4 | Gran Turismo 4 | Gran Turismo 4 | Gran Turismo 4 | Gran Turismo 4 |
| -------------------- | -------------- | -------------- | -------------- | -------------- | -------------- |
| 2005, Paris          | 012.000 $      | Snake          | Carter         | Lucky          |                |
| 2006, Paris          | 040.000 $      | Snake          | Carter         | Lucky          |                |

### Guitar Hero
Musikspiel, Einzel
| Jahr, Austragungsort | Preisgeld     | Platz 1       | Platz 2       | Platz 3       |               |
| Guitar Hero 5        | Guitar Hero 5 | Guitar Hero 5 | Guitar Hero 5 | Guitar Hero 5 | Guitar Hero 5 |
| -------------------- | ------------- | ------------- | ------------- | ------------- | ------------- |
| 2010, Paris          | 014.000 $     | Banobi        | LuckySonic    | Smokyprogg    |               |

### League of Legends (Damen)
MOBA/ARTS, 5er-Teams
| Jahr, Austragungsort | Preisgeld | Platz 1          | Platz 2      | Platz 3 |
| -------------------- | --------- | ---------------- | ------------ | ------- |
| 2015, Paris          | 025.000 $ | unKnights Ladies | GG Call Nash | BX3 EK  |

### Need For Speed
Rennspiel, Einzel
| Jahr, Austragungsort | Preisgeld            | Platz 1              | Platz 2              | Platz 3              |                      |
| Need For Speed Shift | Need For Speed Shift | Need For Speed Shift | Need For Speed Shift | Need For Speed Shift | Need For Speed Shift |
| -------------------- | -------------------- | -------------------- | -------------------- | -------------------- | -------------------- |
| 2010, Paris          | 014.000 $            | Steffan              | Husky                | Silver               |                      |

### Painkiller
Ego-Shooter, Einzel
| Jahr, Austragungsort | Preisgeld | Platz 1 | Platz 2 | Platz 3    |
| -------------------- | --------- | ------- | ------- | ---------- |
| 2004, Paris          | 010.000 $ | Vo0     | Stermy  | Dr.m0erser |

### Pro Evolution Soccer
Fußballsimulation, Einzel
| Jahr, Austragungsort | Preisgeld | Platz 1      | Platz 2 | Platz 3      | Spiel-Version |
| -------------------- | --------- | ------------ | ------- | ------------ | ------------- |
| 2004, Paris          | 040.000 $ | Samsam       | Xside   | Chenzhiliang | PES 3         |
| 2005, Paris          | 040.000 $ | ArabianJoker | Mike    | Legre        | PES 4         |
| 2006, Paris          | 040.000 $ | Spank        | Myto    | Jinxy        | PES 5         |
| 2007, Paris          | 019.000 $ | Butcher      | Spank   | El_Matador   | PES 6         |

### Quake
Ego-Shooter, Einzel / 4er-Teams
| Jahr, Austragungsort | Preisgeld | Platz 1         | Platz 2                   | Platz 3         | Spiel-Version           |
| -------------------- | --------- | --------------- | ------------------------- | --------------- | ----------------------- |
| 2003, Paris          | 020.000 $ | Cooller         | ZeRo4                     | LeXeR           | Quake III Arena         |
| 2004, Paris          | 010.000 $ | Schweden (Team) | Vereinigte Staaten (Team) | Russland (Team) | Quake III Arena (Teams) |
| 2005, Paris          | 012.000 $ | Cooller         | czm                       | fox             | Quake III Arena         |
| 2006, Paris          | 040.000 $ | winz            | Cypher                    | forever         | Quake 4                 |
| 2007, Paris          | 019.000 $ | av3k            | Cooller                   | winz            | Quake 4                 |
| 2008, San José       | 023.000 $ | Cypher          | k1llsen                   | rapha           | Quake III Arena         |
| 2008, Athen          | 015.000 $ | rapha           | Spart1e                   | av3k            | Quake III Arena         |
| 2010, Paris          | 014.000 $ | rapha           | av3k                      | Cooller         | Quake Live              |

### ShootMania
Ego-Shooter, 3er-Teams
| Jahr, Austragungsort   | Preisgeld              | Platz 1                | Platz 2                | Platz 3                |                        |
| ShootMania Storm Elite | ShootMania Storm Elite | ShootMania Storm Elite | ShootMania Storm Elite | ShootMania Storm Elite | ShootMania Storm Elite |
| ---------------------- | ---------------------- | ---------------------- | ---------------------- | ---------------------- | ---------------------- |
| 2012, Paris            | 015.000 $              | Colwn                  | Eclypsia               | GamersLeague           |                        |
| 2013, Paris            | 015.000 $              | against All authority  | Lemondogs              | PyRoGEN                |                        |
| 2014, Paris            | 015.000 $              | Aera eSport            | against All authority  | Awsomniac              |                        |
| 2015, Paris            | 010.000 $              | Aera eSport            | Crunk                  | against All authority  |                        |

### StarCraft
Echtzeitstrategiespiel, Einzel
| Jahr, Austragungsort | Preisgeld            | Platz 1              | Platz 2              | Platz 3              |                      |
| StarCraft: Brood War | StarCraft: Brood War | StarCraft: Brood War | StarCraft: Brood War | StarCraft: Brood War | StarCraft: Brood War |
| -------------------- | -------------------- | -------------------- | -------------------- | -------------------- | -------------------- |
| 2009, Cheonan        | 09.000 $             | IdrA                 | White-Ra             | ToSsGirL             |                      |
| StarCraft II         |                      |                      |                      |                      |                      |
| 2011, Paris          | 066.000 $            | Stephano             | MaNa                 | MarineKing           |                      |
| 2012, Paris          | 040.000 $            | MaNa                 | fOrGG                | Stephano             |                      |

### Street Fighter
Beat ’em up, Einzel
| Jahr, Austragungsort | Preisgeld         | Platz 1           | Platz 2           | Platz 3           |                   |
| Street Fighter IV    | Street Fighter IV | Street Fighter IV | Street Fighter IV | Street Fighter IV | Street Fighter IV |
| -------------------- | ----------------- | ----------------- | ----------------- | ----------------- | ----------------- |
| 2010, Paris          | 014.000 $         | Jwong             | Marn              | Luffy             |                   |

### Tekken
Beat ’em up, Einzel
| Jahr, Austragungsort    | Preisgeld               | Platz 1                 | Platz 2                 | Platz 3                 |                         |
| Tekken Tag Tournament 2 | Tekken Tag Tournament 2 | Tekken Tag Tournament 2 | Tekken Tag Tournament 2 | Tekken Tag Tournament 2 | Tekken Tag Tournament 2 |
| ----------------------- | ----------------------- | ----------------------- | ----------------------- | ----------------------- | ----------------------- |
| 2012, Paris             | 020.000 $               | Knee                    | Nin                     | Lion Art / StarScream   |                         |

### TrackMania
Rennspiel, Einzel
| Jahr, Austragungsort | Preisgeld | Platz 1     | Platz 2  | Platz 3  | Spiel-Version      |
| -------------------- | --------- | ----------- | -------- | -------- | ------------------ |
| 2006, Paris          | 040.000 $ | Carl        | Baiy000r | gaLLo    | TM Nations         |
| 2007, Paris          | 019.000 $ | XenoGear    | Carl     | Lign     | TM Nations         |
| 2008, San José       | 023.000 $ | Frostbeule  | XenoGear | Lign     | TM Nations         |
| 2010, Paris          | 014.000 $ | Bergie      | Moriah   | YoYo     | TM Nations         |
| 2011, Paris          | 015.000 $ | hakkiJunior | Tween    | YoYo     | TM Nations Forever |
| 2012, Paris          | 010.000 $ | Spam        | Tween    | Carl Jr. | TM Nations Forever |
| 2012, Paris          | 010.000 $ | klovni      | oNio     | Ludo     | TM2: Canyon        |
| 2013, Paris          | 08.000 $  | Carl Jr.    | TaLa     | Koenz    | TM2: Stadium       |
| 2014, Paris          | 08.000 $  | Carl Jr.    | Tween    | YoYo     | TM2: Stadium       |
| 2015, Paris          | 015.000 $ | Carl Jr.    | Pac      | Tween    | TM2: Stadium       |

### Unreal Tournament
Ego-Shooter, Einzel
| Jahr, Austragungsort   | Preisgeld              | Platz 1                | Platz 2                | Platz 3                |                        |
| Unreal Tournament 2003 | Unreal Tournament 2003 | Unreal Tournament 2003 | Unreal Tournament 2003 | Unreal Tournament 2003 | Unreal Tournament 2003 |
| ---------------------- | ---------------------- | ---------------------- | ---------------------- | ---------------------- | ---------------------- |
| 2003, Paris            | 020.000 $              | GitzZz                 | zulg                   | Fatal1ty               |                        |
| Unreal Tournament 2004 |                        |                        |                        |                        |                        |
| 2004, Paris            | 010.000 $              | Burnie                 | GitzZz                 | Lauke                  |                        |
| 2005, Paris            | 012.000 $              | winz                   | Falcon                 | Lauke                  |                        |

### WarCraft III
Echtzeitstrategiespiel, Einzel
| Jahr, Austragungsort | Preisgeld    | Platz 1      | Platz 2      | Platz 3      |              |
| WarCraft III         | WarCraft III | WarCraft III | WarCraft III | WarCraft III | WarCraft III |
| -------------------- | ------------ | ------------ | ------------ | ------------ | ------------ |
| 2003, Paris          | 020.000 $    | HeMaN        | MaDFroG      | FaTC         |              |
| 2004, Paris          | 025.000 $    | FoV          | MaDFroG      | HeMaN        |              |
| 2005, Paris          | 040.000 $    | Grubby       | Deadman      | ReiGn        |              |
| 2006, Paris          | 040.000 $    | Lucifer      | Zeus[19]     | Sky          |              |
| 2007, Paris          | 019.000 $    | SoJu         | Creolophus   | Grubby       |              |
| 2008, San José       | 023.000 $    | WhO          | Sky          | TED          |              |
| 2008, Athen          | 015.000 $    | Lyn          | Moon         | ToD          |              |
| 2009, Cheonan        | 015.000 $    | Lucifron     | Lyn          | Fly100%      |              |
| 2010, Paris          | 014.000 $    | Lyn          | Moon         | ReMinD       |              |